# Tumör

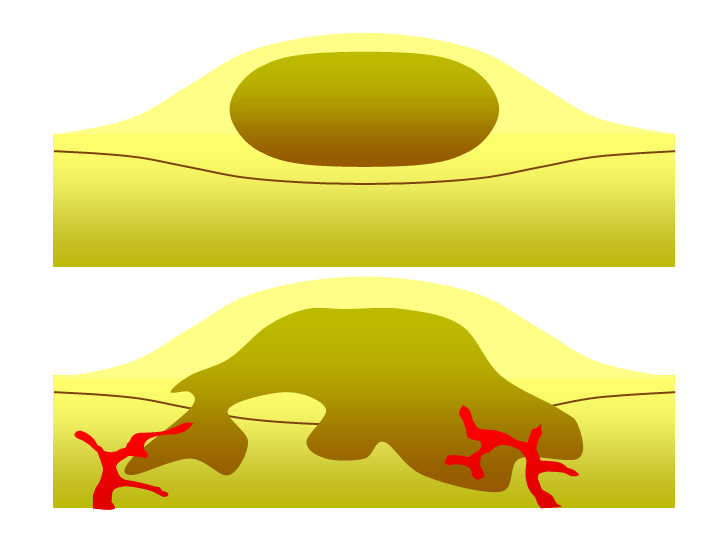
Illustration av en benign tumör (överst) och en malign tumör (nederst).

Tumör, svulst, knöl, är en vävnadsbildning i kroppen utan någon fysiologisk funktion. När en tumör sprider sig (metastaserar) och tillväxer används begreppet cancer, och tumören innehåller då cancerceller. En tumör behöver dock varken sprida sig eller tillväxa. Exempel på en sådan tumör är födelsemärken (leverfläckar) som medicinskt inordnas under begreppet naevus. Behandling handlar oftast om operation eventuellt ihop med strålbehandling och medicinering men det skiljer sig från fall till fall och hur omfattande det är.
Med tumör (latin tumor) menas vävnadsbildning som tillväxer mer eller mindre kontinuerligt, oberoende av övriga vävnaders tillväxt. Tumör är dock inte att förväxla med cancer (latin cancer). Keloid ("carcinom”) används dock ibland oriktigt som synonym för ”cancer”. 
Tumörmassan vid cancer består av cancerceller och ett stroma av blodkärl, stromaceller, immunceller och fibroblaster. Vissa cancertumörer utvecklas inte till cancer, vilket tycks bero på förutsättningar i stromat. De cancertumörer som är inaktiva kallas sovande tumörer.